# Томмі Лі Джонс
То́ммі Лі Джонс (англ. Tommy Lee Jones; нар. 15 вересня 1946, Сан-Саба, Техас, США) — американський кіноактор. Лауреат премій «Оскар» (1993) та «Золотий глобус» (1993).

## Біографія
Народився в місті Сан-Саба на заході Техасу 15 вересня 1946 року.
Сім'я мала ще одного сина, та він помер маленьким, коли Томмі Лі було три роки. Томмі Лі — напівкровка, у нього на три чверті валлійської крові й на одну — черокі. Його батько, Клайд Сі Джонс, був спеціалістом із бурильного устаткування і працював на нафтових родовищах не тільки в Техасі, а й за кордоном. Мати часто змінювала роботу (вчителька, поліцейська та ін.). Сам Джонс про своє нелегке дитинство згадувати не любить, розповідаючи, що розлучення його батьків було однією з найлегших подій тих років. Розпочавши навчання в елітній школі для хлопчиків у Далласі, він незабаром став одним із найкращих захисників у шкільній футбольній команді. Вступити до Гарварду Томмі Лі зміг завдяки своїм футбольним досягненням, які допомогли йому отримати стипендію. В університеті вивчав акторську майстерність, англійську мову й літературу. Під час шкільних канікул працював на бурових вишках, як разом із батьком, так і самостійно.

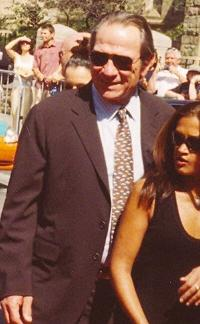
На кінофестивалі в Торонто

Після закінчення в 1969 році Гарварду, Томмі Лі перебрався до Нью-Йорка. Свою першу роль у виставі «Прожити одне життя» він отримав менш ніж за два тижні після переїзду. Ця роль звернула на талановитого актора увагу театральних агентів і продюсерів. Томмі почав отримувати багато різноманітних запрошень, і впродовж наступних 3 років працював на телебаченні та в театрі.
У 1970 році у стрічці Артура Гіллера «Історія кохання» Джонс дебютував на великому екрані. Однак ані ця роль, ані багато інших, як головних, так і другорядних, що їх він грав до 1978 року, популярності йому не додали. Слава прийшла з роллю поліцейського інспектора у фільмі «Очі Лаури Марс» (1978). Те, що цей успіх не випадковий, він підтвердив за чотири роки, отримавши премію «Еммі» за роль холоднокровного вбивці у стрічці «Пісня ката». За участь у фільмі Олівера Стоуна «Джон Ф. Кеннеді. Постріли в Далласі» (1991) Томмі Лі номінували на «Оскар» за найкращу чоловічу роль другого плану.
І «Оскар», і «Золотий глобус» актор отримує за два роки, в тій же номінації «найкраща чоловіча роль другого плану» за роль у стрічці «Утікач» (1993), яка мала великий успіх у глядачів. Потім було ще кілька вдалих ролей у фільмах «Природжені вбивці» (1994), «Клієнт» (1994), «Віднесені вибухом» (1994). Дуже успішні для Томмі 1990-ті роки продовжували приносити йому нові ролі в суперхітах, у 1995 році в «Бетмен назавжди», а менше ніж за два роки в блокбастері, який став одним з лідерів світового кінопрокату, «Люди в чорному» (1997). Знятий за коміксами Ловелла Каннінгема фільм приніс актору світову популярність. Продовження, яке вийшло на екрани за п'ять років, «Люди в чорному 2» (2002), стало не менш успішним, хоч спершу Томмі навідріз відмовлявся зніматися у сиквелі.
У перерві між цими двома роботами Томмі Лі віддає перевагу зніманням у динамічних стрічках, таких як: «Служителі закону» (1998), «Подвійний прорахунок» (1999), «Правила бою» (2000), «Космічні ковбої» (2000).
Після другої частини «Людей у чорному» кар'єра Томмі Лі пішла на спад, він грав ролі у фільмах, жоден з яких, за винятком оскароносного «Старим тут не місце» (2007) братів Коенів, суперхітом не став.

### Відношення до України
В 2022 році Томмі Лі засудив вторгнення Росії на територію України, та висловив свою підтримку українському народу.

## Фільмографія

### Кінофільми
| Рік  |   | Українська назва                    | Оригінальна назва                       | Роль                         |
| ---- | - | ----------------------------------- | --------------------------------------- | ---------------------------- |
| 1970 | ф | Історія кохання                     | Love Story                              | Генк Сімпсон                 |
| 1973 | ф | Школа життя                         | Life Study                              | Гас                          |
| 1975 | ф | Гороскоп Елізи                      | Eliza's Horoscope                       | Томмі Лі                     |
| 1976 | ф | В'язниця округу Джексон             | Jackson County Jail                     | Колі Блейк                   |
| 1977 | ф | Розкати грому                       | Rolling Thunder                         | Джонні Воден                 |
| 1978 | ф | Бетсі                               | Betsy, The                              | Анджело Періно               |
| 1978 | ф | Очі Лаури Марс                      | Eyes of Laura Mars                      | Джон Невілл                  |
| 1979 | ф | Дочка шахтаря                       | Coal Miner's Daughter                   | Дуліттл «Муні» Лінн          |
| 1981 | ф | Польові дороги                      | Back Roads                              | Елмор Пратт                  |
| 1983 | ф | Нейт і Гейс                         | Nate and Hayes                          | капітан Баллі Гейс           |
| 1984 | ф | Річковий щур                        | The River Rat                           | Біллі                        |
| 1986 | ф | Схід «Чорного Місяця»               | Black Moon Rising                       | Квінт                        |
| 1987 | ф | Чикаго Блюз                         | The Big Town                            | Джордж Коул                  |
| 1988 | ф | Грозовий понеділок                  | Stormy Monday                           | Космо                        |
| 1989 | ф | Доставити за призначенням           | The Package                             | Томас Боєтт                  |
| 1990 | ф | Вогняні птахи                       | Fire Birds                              | Бред Літтл                   |
| 1991 | ф | Джон Ф. Кеннеді. Постріли в Далласі | JFK                                     | Клей Шоу / Клей Бертранд     |
| 1992 | ф | В облозі                            | Under Siege                             | Вільям Страннікс             |
| 1993 | ф | Картковий будинок                   | House of Cards                          | Джейк Бірлендер              |
| 1993 | ф | Утікач                              | The Fugitive                            | маршал Семюел Жерар          |
| 1993 | ф | Небеса і земля                      | Heaven & Earth                          | Стів Батлер                  |
| 1994 | ф | Віднесені вибухом                   | Blown Away                              | Раян Ґеріті                  |
| 1994 | ф | Клієнт                              | The Client                              | Рой Фолтріґ                  |
| 1994 | ф | Природжені вбивці                   | Natural Born Killers                    | Ворден Двайт МакКласкі       |
| 1994 | ф | Блакитне небо                       | Blue Sky                                | майор Генрі «Генк» Маршалл   |
| 1994 | ф | Кобб                                | Cobb                                    | Тай Кобб                     |
| 1995 | ф | Бетмен назавжди                     | Batman Forever                          | Гарві Дент / Дволикий        |
| 1997 | ф | Вулкан                              | Volcano                                 | Майк Роарк                   |
| 1997 | ф | Люди в чорному                      | Men in Black                            | Кевін Браун / Агент Кей      |
| 1998 | ф | Служителі закону                    | U.S. Marshals                           | маршал Семюел Жерар          |
| 1998 | ф | Солдатики                           | Small Soldiers                          | Чіп Газард (озвучення)       |
| 1999 | ф | Подвійний прорахунок                | Double Jeopardy                         | Тревіс Леман                 |
| 2000 | ф | Правила бою                         | Rules of Engagement                     | полковник Гейс «Годж» Годжес |
| 2000 | ф | Космічні ковбої                     | Space Cowboys                           | Вільям «Говк» Говкінс        |
| 2002 | ф | Люди в чорному 2                    | Men in Black II                         | Кевін Браун / Агент Кей      |
| 2003 | ф | Загнаний                            | The Hunted                              | Ел Ті Бонем                  |
| 2003 | ф | Останній рейд                       | The Missing                             | Семюель Джонс                |
| 2005 | ф | Крутий і ціпоньки                   | Man of the House                        | Роланд Шарп                  |
| 2005 | ф | Три могили                          | The Three Burials of Melquiades Estrada | Піт Перкінс                  |
| 2006 | ф | Компаньйони                         | A Prairie Home Companion                | Ейксмен                      |
| 2007 | ф | Старим тут не місце                 | No Country for Old Men                  | Ед Том Белл                  |
| 2007 | ф | У долині Ела                        | In the Valley of Elah                   | Генк Дірфілд                 |
| 2009 | ф | В електричному тумані               | In the Electric Mist                    | Дейв Робішо                  |
| 2010 | ф | У компанії чоловіків                | The Company Men                         | Джин МакКлері                |
| 2011 | ф | Перший месник                       | Captain America: The First Avenger      | Честер Філліпс               |
| 2012 | ф | Люди в чорному 3                    | Men in Black III                        | Кевін Браун / Агент Кей      |
| 2012 | ф | Весняні надії                       | Hope Springs                            | Арнольд Соумс                |
| 2012 | ф | Лінкольн                            | Lincoln                                 | Тадеус Стівенс               |
| 2012 | ф | Імператор                           | Emperor                                 | Дуглас Макартур              |
| 2013 | ф | Малавіта                            | The Family                              | Том Квінтіліані              |
| 2014 | ф | Місцевий                            | The Homesman                            | Джордж Бріггс                |
| 2016 | ф | Злочинець                           | Criminal                                | Френкс                       |
| 2016 | ф | Джейсон Борн                        | Jason Bourne                            | Роберт Д'юї                  |
| 2016 | ф | Механік: Воскресіння                | Mechanic: Resurrection                  | Макс Адамс                   |
| 2017 | ф | Шок і трепет                        | Shock and Awe                           | Джо Галлоувей                |
| 2017 | ф | Все тільки починається              | Just Getting Started                    | Лео                          |
| 2019 | ф | До зірок                            | Ad Astra                                | Кліффорд МакБрайд            |
| 2020 | ф | Вандер                              | Wander                                  | Джимі Слідс                  |
| 2020 | ф | Афера по-голлівудськи               | The Comeback Trail                      | Дюк Монтана                  |
| 2023 | ф |                                     | The Burial                              | Джеррі О'Кіф                 |

### Телебачення
| Рік       |    | Українська назва                  | Оригінальна назва          | Роль                                      |
| --------- | -- | --------------------------------- | -------------------------- | ----------------------------------------- |
| 1971—1975 | с  |                                   | One Life to Live           | доктор Марк Толанд (21 епізод)            |
| 1976      | с  | Баретта                           | Baretta                    | Шаркі (Епізод: "Dead Man Out")            |
| 1976      | с  | Янголи Чарлі                      | Charlie's Angels           | Арам Колегян (Епізод: "Charlie's Angels") |
| 1977      | тф | Дивовижний Говард Г'юз            | The Amazing Howard Hughes  | Говард Г'юз                               |
| 1982      | тф | Пісня ката                        | The Executioner's Song     | Гері Марк Ґілмор                          |
| 1984      | тф | Кішка на розпеченому даху         | Cat on a Hot Tin Roof      | «Цегла» Поллітт                           |
| 1985      | тф | Це мій парк                       | The Park Is Mine           | Мітч                                      |
| 1986      | тф | Юрій Носенко: Подвійний агент     | Yuri Nosenko: Double Agent | Стів Дейлі                                |
| 1987      | тф | Порушені обітниці                 | Broken Vows                | отець Джозеф МакМагон                     |
| 1988      | тф | Квітневий ранок                   | April Morning              | Мойсей Купер                              |
| 1989      | с  | Самотній голуб                    | Lonesome Dove              | Вудро Ф. Колл (4 пізоди)                  |
| 1995      | тф | Відчайдушні ковбої                | The Good Old Boys          | Геві Келловей                             |
| 2011      | тф | Вечірній експрес «Сансет Лімітед» | The Sunset Limited         | Вайт                                      |

## Нагороди та номінації

### Перемоги
- Премія «Оскар»
  - 1994 — Найкраща чоловіча роль другого плану (за фільм «Утікач»)
- Золотий глобус
  - 1994 — Найкраща чоловіча роль другого плану (за фільм «Утікач»)
- Каннський кінофестиваль
  - 2005 — Найкращий актор (за фільм «Три могили»)

### Номінації
- Премія «Оскар»
  - 1992 — Найкраща чоловіча роль другого плану (за фільм «Джон Ф. Кеннеді. Постріли в Далласі»)
  - 2008 — Найкраща чоловіча роль (за фільм «У долині Ела»)
- Золотий глобус
  - 1981 — Найкраща чоловіча роль — мюзикл або комедія (за фільм «Дочка шахтаря»)
- Каннський кінофестиваль
  - 2005 — «Золота пальмова гілка» (за фільм «Три могили»)